# 1e congresdistrict van Californië
Het 1e congresdistrict van Californië (CA-1) is een congresdistrict in de Amerikaanse staat Californië. Het district vaardigt een van de 53 Californische verkozenen af naar het Huis van Afgevaardigden (52 na de congresverkiezingen van 2022). Het district beslaat het landelijke noordoosten van Californië en wordt sinds 2013 vertegenwoordigd door de Republikein Doug LaMalfa. Het heeft een Cook-rating van R+11 (2021).

## Ligging
De ligging en omvang van het 1e congresdistrict is vaak gewijzigd sinds het in 1865 werd ingesteld. Na elke tienjaarlijkse volkstelling begint een proces dat redistricting wordt genoemd, waarbij de grenzen van districten opnieuw worden vastgelegd om een gelijk bevolkingsaantal te bekomen.
Vóór 2013 besloeg het congresdistrict het noordwesten van de staat, langs de westkust.
Sinds 2013, na de volkstelling van 2010, beslaat het district het noordoosten van Californië. Het omvat de county's Butte, Lassen, Modoc, Plumas, Shasta, Sierra, Siskiyou en Tehama, alsook delen van Glenn, Nevada en Placer County. Volgens de American Community Survey van het Census Bureau wonen er 699.301 mensen. Belangrijke plaatsen in het district zijn Anderson, Chico, Oroville, Paradise, Red Bluff, Redding, Shasta Lake, Susanville en Yreka.
Vanaf 2023, na de volkstelling van 2020, zal het district wordt uitgebreid in het zuidwesten en ingekort in het zuidoosten. Het district wordt uitgebreid met een deel van de Sacramento Valley en staat de noordelijke Sierra Nevada af aan het 3e congresdistrict van Californië.

## Lijst van afgevaardigden
| County's | Afgevaardigde           | Partij             | Data                              | Opmerkingen                                                                            |
| --- | ----------------------- | ------------------ | --------------------------------- | -------------------------------------------------------------------------------------- |
| District gecreëerd | District gecreëerd      | District gecreëerd | 4 maart 1865                      | 4 maart 1865                                                                           |
| Fresno, Inyo, Kern, Los Angeles, Mariposa, Merced, Monterey, San Diego, San Francisco, San Luis Obispo, San Mateo, Santa Barbara, Santa Clara, Santa Cruz, Stanislaus en Tulare | Donald C. McRuer        | Republikein        | 4 maart 1865 – 3 maart 1867       | Stelde zich niet herverkiesbaar                                                        |
| Fresno, Inyo, Kern, Los Angeles, Mariposa, Merced, Monterey, San Diego, San Francisco, San Luis Obispo, San Mateo, Santa Barbara, Santa Clara, Santa Cruz, Stanislaus en Tulare | Samuel Beach Axtell     | Democraat          | 4 maart 1867 – 3 maart 1871       | Stelde zich niet herverkiesbaar                                                        |
| Fresno, Inyo, Kern, Los Angeles, Mariposa, Merced, Monterey, San Diego, San Francisco, San Luis Obispo, San Mateo, Santa Barbara, Santa Clara, Santa Cruz, Stanislaus en Tulare | Sherman Otis Houghton   | Republikein        | 4 maart 1871 – 3 maart 1873       | Hertekening naar het 4e district                                                       |
| San Francisco | Charles Clayton         | Republikein        | 4 maart 1873 – 3 maart 1875       | Stelde zich niet herverkiesbaar                                                        |
| San Francisco | William Adam Piper      | Democraat          | 4 maart 1875 – 3 maart 1877       | Verloor herverkiezing                                                                  |
| San Francisco | Horace Davis            | Republikein        | 4 maart 1877 – 3 maart 1881       | Verloor herverkiezing                                                                  |
| San Francisco | William Rosecrans       | Democraat          | 4 maart 1881 – 3 maart 1885       | Stelde zich niet herverkiesbaar                                                        |
| Colusa, Del Norte, Humboldt, Lake, Lassen, Mendocino, Modoc, Napa, Plumas, Shasta, Sierra, Siskiyou, Sonoma, Tehama en Trinity                                                  | Barclay Henley          | Democraat          | 4 maart 1885 – 3 maart 1887       | Hertekening naar het 3e district                                                       |
| Colusa, Del Norte, Humboldt, Lake, Lassen, Mendocino, Modoc, Napa, Plumas, Shasta, Sierra, Siskiyou, Sonoma, Tehama en Trinity                                                  | Thomas L. Thompson      | Democraat          | 4 maart 1887 – 3 maart 1889       | Verloor herverkiezing                                                                  |
| Colusa, Del Norte, Humboldt, Lake, Lassen, Mendocino, Modoc, Napa, Plumas, Shasta, Sierra, Siskiyou, Sonoma, Tehama en Trinity                                                  | John J. De Haven        | Republikein        | 4 maart 1889 – 1 oktober 1890     | Nam ontslag nadat hij aangesteld was als rechter in het Hooggerechtshof van Californië |
| Colusa, Del Norte, Humboldt, Lake, Lassen, Mendocino, Modoc, Napa, Plumas, Shasta, Sierra, Siskiyou, Sonoma, Tehama en Trinity                                                  | Vrij                    | Vrij               | 1 oktober 1890 – 9 december 1890  | Nam ontslag nadat hij aangesteld was als rechter in het Hooggerechtshof van Californië |
| Colusa, Del Norte, Humboldt, Lake, Lassen, Mendocino, Modoc, Napa, Plumas, Shasta, Sierra, Siskiyou, Sonoma, Tehama en Trinity                                                  | Thomas J. Geary         | Democraat          | 9 december 1890 – 3 maart 1895    | Hertekening naar het 2e district                                                       |
| Del Norte, Humboldt, Lassen, Marin, Mendocino, Modoc, Napa, Plumas, Shasta, Sierra, Siskiyou, Sonoma, Tehama en Trinity                                                         | John All Barham         | Republikein        | 4 maart 1895 – 3 maart 1901       | Stelde zich niet herverkiesbaar                                                        |
| Del Norte, Humboldt, Lassen, Marin, Mendocino, Modoc, Napa, Plumas, Shasta, Sierra, Siskiyou, Sonoma, Tehama en Trinity                                                         | Frank Coombs            | Republikein        | 4 maart 1901 – 3 maart 1903       | Verloor herverkiezing                                                                  |
| Alpine, Amador, Calaveras, Del Norte, El Dorado, Humboldt, Lassen, Mariposa, Modoc, Mono, Nevada, Placer, Plumas, Shasta, Sierra, Siskiyou, Tehama, Trinity en Tuolumne         | James N. Gillett        | Republikein        | 4 maart 1903 – 4 november 1906    | Nam ontslag nadat hij tot gouverneur verkozen was                                      |
| Alpine, Amador, Calaveras, Del Norte, El Dorado, Humboldt, Lassen, Mariposa, Modoc, Mono, Nevada, Placer, Plumas, Shasta, Sierra, Siskiyou, Tehama, Trinity en Tuolumne         | Vrij                    | Vrij               | 4 november 1906 – 6 november 1906 | Nam ontslag nadat hij tot gouverneur verkozen was                                      |
| Alpine, Amador, Calaveras, Del Norte, El Dorado, Humboldt, Lassen, Mariposa, Modoc, Mono, Nevada, Placer, Plumas, Shasta, Sierra, Siskiyou, Tehama, Trinity en Tuolumne         | William F. Englebright  | Republikein        | 6 november 1906 – 3 maart 1911    | Verloor herverkiezing                                                                  |
| Alpine, Amador, Calaveras, Del Norte, El Dorado, Humboldt, Lassen, Mariposa, Modoc, Mono, Nevada, Placer, Plumas, Shasta, Sierra, Siskiyou, Tehama, Trinity en Tuolumne         | John E. Raker           | Democraat          | 4 maart 1911 – 3 maart 1913       | Hertekening naar het 2e district                                                       |
| Butte, Colusa, Del Norte, Glenn, Humboldt, Lake, Marin, Mendocino, Sonoma, Sutter en Yuba                                                                                       | William Kent            | Onafhankelijk      | 4 maart 1913 – 3 maart 1917       | Hertekening naar het 2e district; Stelde zich niet herverkiesbaar                      |
| Butte, Colusa, Del Norte, Glenn, Humboldt, Lake, Marin, Mendocino, Sonoma, Sutter en Yuba                                                                                       | Clarence F. Lea         | Democraat          | 3 maart 1917 – 3 januari 1949     | Vijftien keer herverkozen; Stelde zich niet herverkiesbaar                             |
| Butte, Colusa, Del Norte, Glenn, Humboldt, Lake, Marin, Mendocino, Sonoma, Sutter en Yuba                                                                                       | Hubert B. Scudder       | Republikein        | 3 januari 1949 – 3 januari 1953   |                                                                                        |
| Del Norte, Humboldt, Lake, Marin, Mendocino, Napa en Sonoma | Hubert B. Scudder       | Republikein        | 3 januari 1953 – 3 januari 1959   | Stelde zich niet herverkiesbaar                                                        |
| Del Norte, Humboldt, Lake, Marin, Mendocino, Napa en Sonoma | Clement Woodnutt Miller | Democraat          | 3 januari 1959 – 7 oktober 1962   | Overlijden van Miller                                                                  |
| Del Norte, Humboldt, Lake, Marin, Mendocino, Napa en Sonoma | Vrij                    | Vrij               | 7 oktober 1962 – 22 januari 1963  | Overlijden van Miller                                                                  |
| Del Norte, Humboldt, Marin, Mendocino, Napa en Sonoma | Donald H. Clausen       | Republikein        | 22 januari 1963 – 3 januari 1967  |                                                                                        |
| Del Norte, Humboldt, Marin (merendeel), Mendocino, Napa en Sonoma | Donald H. Clausen       | Republikein        | 3 januari 1967 – 3 januari 1971   |                                                                                        |
| Del Norte, Humboldt, Mendocino, Napa en Sonoma | Donald H. Clausen       | Republikein        | 3 januari 1971 – 3 januari 1973   |                                                                                        |
| Butte, Glenn, Lassen, Modoc, Nevada, Placer, Plumas, Shasta, Sierra, Siskiyou, Tehama, Trinity en Yuba                                                                          | Donald H. Clausen       | Republikein        | 3 januari 1973 – 3 januari 1975   | Hertekening naar het 2e district                                                       |
| Butte, Glenn, Lassen, Modoc, Nevada, Placer, Plumas, Shasta, Sierra, Siskiyou, Tehama, Trinity en Yuba                                                                          | Harold T. Johnson       | Democraat          | 3 januari 1975 – 3 januari 1981   | Hertekening op basis van het 2e district; Verloor herverkiezing                        |
| Butte, Glenn, Lassen, Modoc, Nevada, Placer, Plumas, Shasta, Sierra, Siskiyou, Tehama, Trinity en Yuba                                                                          | Eugene A. Chappie       | Republikein        | 3 januari 1981 – 3 januari 1983   | Hertekening naar het 2e district                                                       |
| Del Norte, Humboldt, Lake (westen), Mendocino, Napa (zuiden) en Sonoma (noorden)                                                                                                | Douglas H. Bosco        | Democraat          | 3 januari 1983 – 3 januari 1991   | Verloor herverkiezing                                                                  |
| Del Norte, Humboldt, Lake (westen), Mendocino, Napa (zuiden) en Sonoma (noorden)                                                                                                | Frank Riggs             | Republikein        | 3 januari 1991 – 3 januari 1993   | Verloor herverkiezing                                                                  |
| Del Norte, Humboldt, Lake (westen), Mendocino, Napa, Solano (noordwesten) en Sonoma (noordoosten)                                                                               | Daniel Hamburg          | Democraat          | 3 januari 1993 – 3 januari 1995   | Verloor herverkiezing                                                                  |
| Del Norte, Humboldt, Lake (westen), Mendocino, Napa, Solano (noordwesten) en Sonoma (noordoosten)                                                                               | Frank Riggs             | Republikein        | 3 januari 1995 – 3 januari 1999   | Stelde zich niet herverkiesbaar om deel te kunnen nemen aan de Senaatsverkiezing       |
| Del Norte, Humboldt, Lake (westen), Mendocino, Napa, Solano (noordwesten) en Sonoma (noordoosten)                                                                               | Mike Thompson           | Democraat          | 3 januari 1999 – 3 januari 2003   |                                                                                        |
| Del Norte, Humboldt, Lake, Mendocino, Napa, Sonoma (oosten) en Yolo (zuiden) | Mike Thompson           | Democraat          | 3 januari 2003 – 3 januari 2013   | Hertekening naar het 5e district                                                       |
| Butte, Glenn (oosten), Lassen, Modoc, Nevada (oosten), Placer County (noordwesten), Plumas, Shasta, Sierra, Siskiyou en Tehama                                                  | Doug LaMalfa            | Republikein        | 3 januari 2013 – heden            |                                                                                        |
| Butte, Colusa, Glenn, Lassen, Modoc, Shasta, Siskiyou, Sutter, Tehama en Yuba (westen)                                                                                          |                         |                    |                                   |                                                                                        |